# Carlos Ordóñez
Carlos Alfredo Ordóñez Basauri (30 de julio de 1958), nombre espiritual Haladhara Dasa) es un compositor peruano.

## Biografía
Nació en Lima. Recibió clases particulares de piano, violín, y luego de armonía, contrapunto y composición de Alejandro Núñez Allauca y Francisco Pulgar Vidal. Posteriormente ingresó al Conservatorio Nacional de Música donde estudio por un periodo composición con José Sosaya. Estrenó entonces Variaciones Cubistas para violín, clarinete, guitarra y piano. Se asoció por aquel tiempo con Gilles Mercier y un grupo de intérpretes del Conservatorio para explorar nuevas técnicas compositivas (aleatoriedad, serialismo), lo que les llevó a la organización de un recital de compositores jóvenes en el auditorio del Instituto Peruano Británico donde presentó una obra para guitarra sola. Luego presentaría en una galería de arte Líneas del Tiempo para violín (el mismo compositor) y guitarra. También compuso Estudio nº 1 para fagot y chelo. 
Unas conferencias de conocimiento védico lo atrajeron e ingresó a ISKCON (Sociedad Internacional para la Conciencia de Krishna). Por 10 años se dedicó al estudio y difusión de tal filosofía, recibiendo en una ceremonia vaisnava su nombre espiritual Haladhara Dasa.
Recibió dos iniciaciones, luego viajó a Chile y Europa. Retomó la composición, y luego de asistir a un seminario de composición con Karlheinz Stockhausen en 2002, regresó al Perú, donde ingresó al coro Secreto a Voces. En 2007 ganó el III Concurso Internacional de Composición Musical de la Universidad de Zaragoza por Aishvarya Murti Deva.
Pertenece al Círculo de Composición Peruano.

## Enlaces
- https://web.archive.org/web/20070926235313/http://www.elperiodicodearagon.com/noticias/noticia.asp?pkid=332471

- Datos: Q5751205